# 16-й Венецианский кинофестиваль
16-й Венецианский международный кинофестиваль проходил в Венеции, Италия, с 25 августа по 9 сентября 1955 года.

## Жюри
- Марио Громо (председатель жюри, Италия),
- Жак Дониоль-Валькроз (Франция),
- Артур Найт (США),
- Роджер Мэнвелл (Великобритания),
- Пьеро Гадда Конти,
- Эмилио Лорено,
- Доменико Мекколи,
- Карло Людовико Брагалья (Италия).

## Конкурсная программа
- Слово, режиссёр Карл Теодор Дрейер
- Неприятные встречи, режиссёр Александр Астрюк
- Подруги, режиссёр Микеланджело Антониони
- Друзья по жизни, режиссёр Франко Росси
- Мошенничество, режиссёр Федерико Феллини
- Большой нож, режиссёр Роберт Олдрич
- Голубой крест, режиссёр Анджей Мунк
- Циске по прозвищу «Крыса», режиссёр Вольфганг Штаудте
- Глубокое синее море, режиссёр Анатоль Литвак
- Герои устали, режиссёр Ив Сиампи
- Человек из Кентукки, режиссёр Берт Ланкастер
- Попрыгунья, режиссёр Самсон Самсонов
- Поймать вора, режиссёр Альфред Хичкок
- Ёкихи / Ян Гуйфэй, режиссёр Кэндзи Мидзогути

## Награды
- Золотой лев: Слово, режиссёр Карл Теодор Дрейер
- Серебряный лев:
  - Подруги, режиссёр Микеланджело Антониони,
  - Большой нож, режиссёр Роберт Олдрич,
  - Циске по прозвищу «Крыса», режиссёр Вольфганг Штаудте,
  - Попрыгунья, режиссёр Самсон Самсонов
- Кубок Вольпи за лучшую мужскую роль:
  - Кеннет Мор — Глубокое синее море
  - Курд Юргенс — Герои устали
- Кубок Вольпи за лучшую женскую роль: не присуждался